# Gerald Michael Barbarito
Gerald Michael Barbarito (Brooklyn, 4 de janeiro de 1950) é um clérigo e bispo americano de Palm Beach.
Foi ordenado sacerdote em 31 de janeiro de 1976.
O Papa João Paulo II o nomeou Bispo Auxiliar em Brooklyn e Bispo Titular de Gisipa em 28 de junho de 1994. Foi ordenado episcopal em 22 de agosto daquele ano pelo Bispo de Brooklyn, Thomas Vose Daily; Os co-consagradores foram os bispos auxiliares no Brooklyn Joseph Michael Sullivan e René Arnold Valero.
Em 26 de outubro de 1999 foi nomeado bispo de Ogdensburg. Ele foi nomeado bispo de Palm Beach em 1º de julho de 2003 e foi nomeado bispo de Palm Beach em 28 de agosto do mesmo ano. 